# Chapelle du Pinel

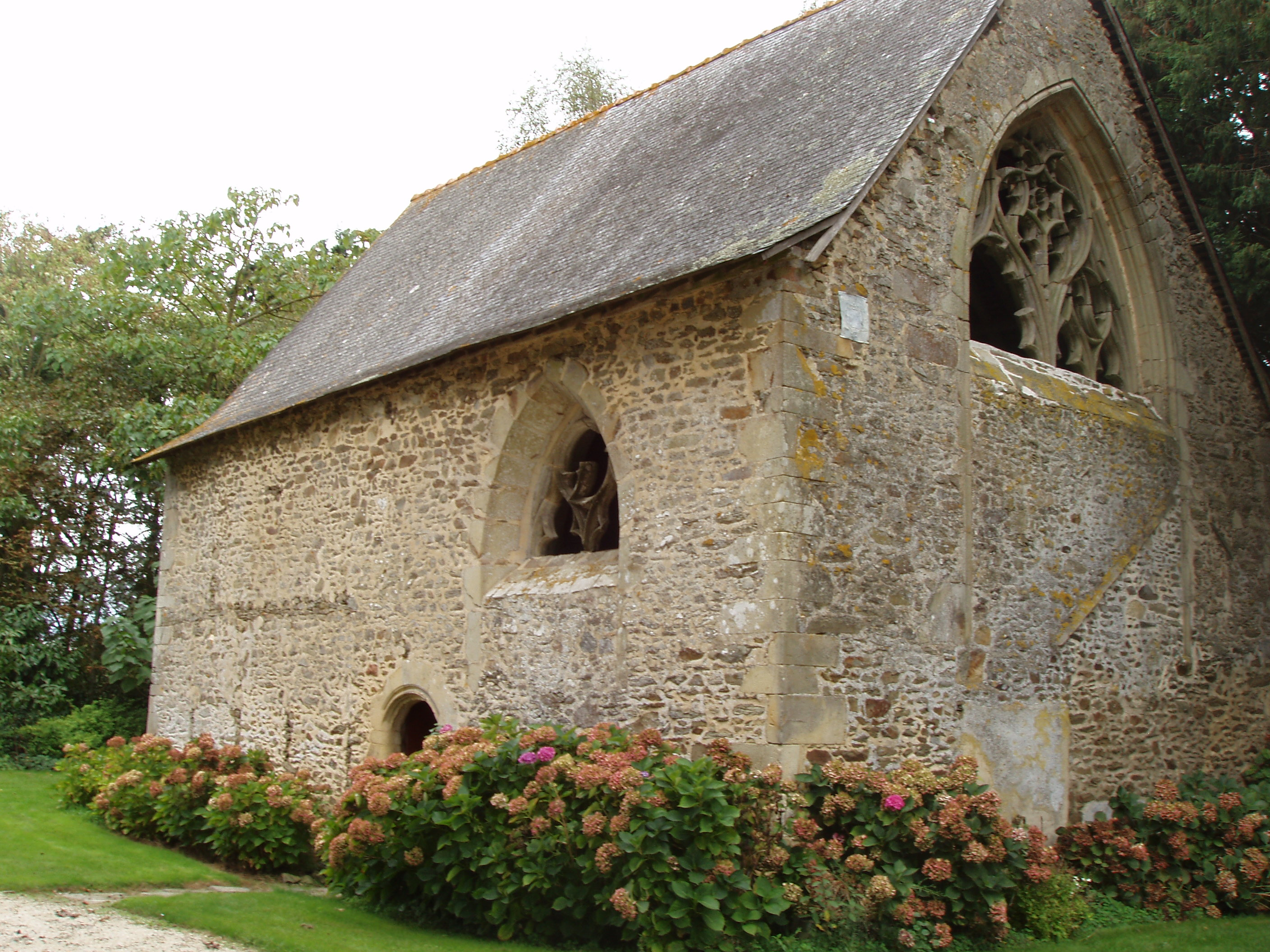
Chapelle du Pinel in Argentré-du-Plessis

Die katholische Chapelle du Pinel in Argentré-du-Plessis, einer französischen Gemeinde im Département Ille-et-Vilaine in der Region Bretagne, wurde Ende des 15. Jahrhunderts errichtet. Die Kapelle ist seit 1939 als Monument historique klassifiziert.
Die Kapelle aus Bruchsteinmauerwerk, die zu einem Schloss gehörte, das heute als Bauernhof dient, ist ein typisches Sakralbauwerk der Bretagne in dieser Zeit.